# Démocratie populaire multipartite
Cette page contient des caractères d'alphasyllabaires indiens. En cas de problème, consultez Aide:Unicode.
La démocratie populaire multipartite (en népalais : « जनताको बहुदलिय जनबाद ») désigne la ligne idéologique du Parti communiste du Népal, parti actuellement au pouvoir au Népal.
Elle est proclamée en 1993 par le Parti communiste du Népal (marxiste-léniniste unifié) (PCN(MLU)). Cette vision abandonne l'idée traditionnelle d'un parti politique communiste d'avant-garde au profit d'un système multipartite et démocratique. Elle est considérée comme une extension du marxisme-léninisme par Madan Bhandari (en), le dirigeant du PCN(MLU) qui l'a développée, et est basée sur la politique intérieure népalaise,,.
Elle est à l'origine l'idéologie du PCN(MLU), avant qu'il ne fusionne en 2018 avec le Parti communiste unifié du Népal (maoïste) en 2018,.